# 標準西班牙語
标准西班牙语是西班牙语的一種语言变体，主要以书面形式使用。標準西班牙語還可以細分為不同的标准形式，例如墨西哥标准、拉美标准、半岛标准以及欧洲标准和里约热内卢标准，此外还有国际组织和跨国公司制定的标准形式。西班牙皇家语言学院将标准西班牙语定义为正式的语言规范。